# 스가사와 유이카
스가사와 유이카(일본어: 菅澤 優衣香, 1990년 10월 5일 ~ )는 일본의 여자 축구 선수이다. 포지션은 공격수이며, 현재 나데시코 리그 디비전 1의 우라와 레드 다이아몬즈 레이디스에서 활동하고 있다.

## 클럽 경력
2008년 일본 여자 축구 리그 시즌에서 알비렉스 니가타 레이디스에 입단했으며 2013년에 제프 유나이티드 지바 레이디스로 이적했다. 2017년에 우라와 레드 다이아몬즈 레이디스로 이적했다.

## 국가대표팀 경력
2010년 FIFA U-20 여자 월드컵에 참가했으며 2012년에 열린 덴마크와의 알가르브컵 경기에서 국가대표팀 첫 골을 기록했다. 일본이 준우승을 차지했던 2015년 FIFA 여자 월드컵에 참가했다. 2014년과 2018년 AFC 여자 아시안컵 우승, 2014년 아시안 게임 금메달 획득에 기여했다. 그녀는 2022년까지 국제 A매치 통산 85경기에 출전, 29득점을 넣었다.

## 통계
| 일본 | 일본 | 일본 |
| 연도 | 출전 | 득점 |
| ---- | ---- | ---- |
| 2010 | 6    | 0    |
| 2011 | 0    | 0    |
| 2012 | 4    | 2    |
| 2013 | 2    | 0    |
| 2014 | 12   | 6    |
| 2015 | 14   | 2    |
| 2016 | 1    | 0    |
| 2017 | 4    | 1    |
| 2018 | 17   | 6    |
| 2019 | 9    | 3    |
| 2020 | 2    | 0    |
| 2021 | 8    | 4    |
| 2022 | 6    | 5    |
| 통산 | 85   | 29   |

## 수상

### 클럽
- 일본 여자 축구 리그 최다 득점자 2회 수상 (2014 시즌, 2015 시즌)
- 일본 여자 축구 리그 베스트 일레븐 2회 선정 (2014 시즌, 2015 시즌)

### 국가대표
- 2014년 AFC 여자 아시안컵 우승
- 2014년 인천 아시안 게임 여자 축구 은메달
- 2015년 FIFA 여자 월드컵 준우승
- 2018년 AFC 여자 아시안컵 우승
- 2018년 자카르타-팔렘방 아시안 게임 여자 축구 금메달